# Vastagbélrák

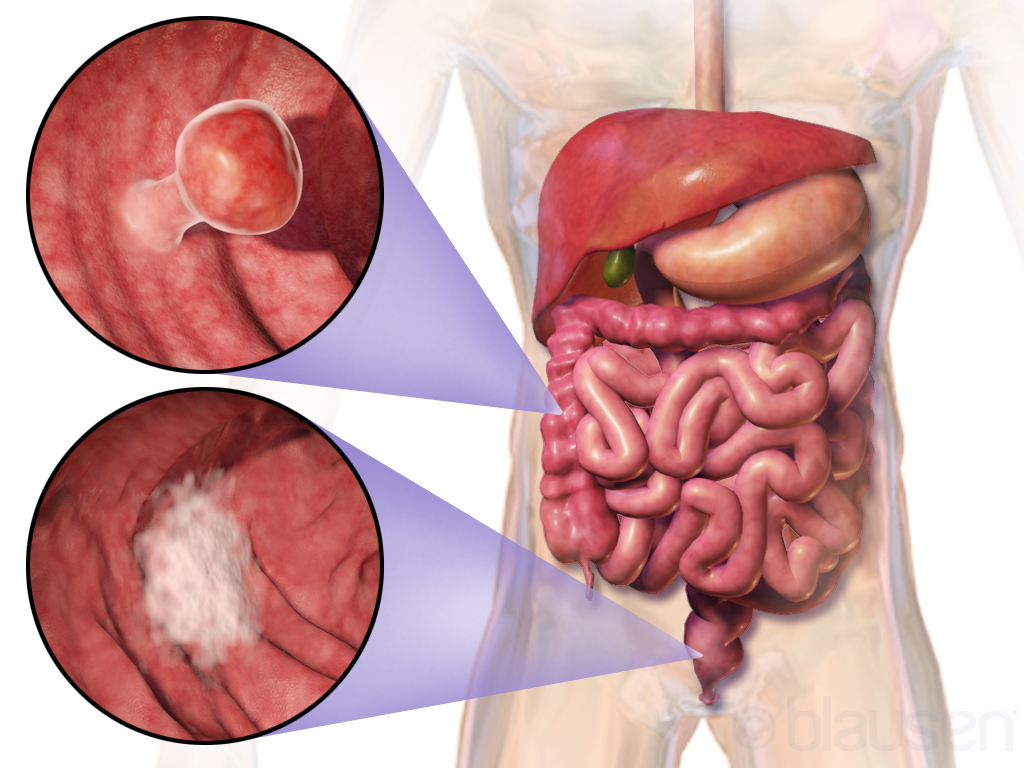
vastagbélrák sematikus ábrája

A vastagbélrák egy rosszindulatú daganatos betegség, az egyik leggyakoribb haláloknak számít Európa-szerte.

## Jellemzői
A vastagbél nyálkahártyájából kiinduló rosszindulatú daganatot nevezzük vastagbélráknak, orvosi szakkifejezéssel colorectalis carcinoma (CRC) a neve. 75-80%-a az utolsó, 60 cm-es szakaszon alakul ki, 20-25%-a pedig a vastagbél többi szakaszán. Főként az 50 évnél idősebbek érintettek, de jóval fiatalabb korban is előfordulhat. Magyar helyzetjelentés: évi 9000 beteg, ebből több mint 5000 elhalálozás/év. Ezen adatokkal Magyarország világelsőnek számít a vastagbélrák előfordulási gyakoriságában. Rákmegelőző állapotnak tekinthető a bélpolip jelenléte.

## Tünetei
Tünetszegényen, alattomosan fejlődik ki. Ami figyelemfelhívó lehet, az többek között az addigi székelési szokások megváltozása, szorulás-hasmenés váltakozása, vér a székletben (szabad szemmel ez nem látható minden esetben), vashiány, vérszegénység, váratlanul megjelenő aranyér, bizonytalan alhasi fájdalmak, emésztési zavarok, és természetesen a rákos betegségekre általánosságban jellemző tisztázatlan eredetű fogyás. 

## Okai
„Mai tudásunk szerint a vastagbélrák kialakulását a túlzott állati zsiradék-, vörös hús-, és alkoholfogyasztás, a kevés rost- és kalciumbevitel, a csökkent fizikai aktivitás valamint az elhízás segítheti elő” - Altorjay István egyetemi docens, a Debreceni Egyetem Belgyógyászati Intézet Gastroenterológiai Tanszékének vezetője. Közrejátszhat még: dohányzás, feldolgozott hús, családi halmozódás. Ezeken kívül, kockázati tényezőnek számítja még az orvostudomány az olyan krónikus gyulladásos bélbetegségek jelenlétét, mint a Crohn betegség és a lisztérzékenység. 

## Diagnosztika

vastagbéltükrözés sematikus ábrája

Széklet vérvizsgálat (az esetlegesen szabad szemmel nem látható vér kimutatására szolgál), ha ez pozitív, akkor kötelező a vastagbél tükrözéses vizsgálata. 

## Terápia
Ahogy a többi rákfajta esetében, 4 stádiumból áll a betegség, a kezelés magába foglalja a kemoterápiát, a sugárterápiát és a műtétet. Az alkalmazott kezelések az orvos által felfedezett rák stádiumától függenek. 

## Lefolyása
Kezdetben kizárólag a bélben van jelen a rák, majd egyre jobban beszűri környezetét, végül testszerte megjelennek az áttétek majd bizonyos idő elteltével bekövetkezik az elhalálozás. Az áttétes rák már igen komoly fájdalmakat okozhat, amiket morfinnal, ópiátokkal próbálnak kordában tartani. Az időben megkezdett kezelésekkel ezt a folyamatot próbálják meg leállítani (bár kiújulhat), vagy legalább lassítani adott esetben.